# Stazione di Catalano
La stazione di Catalano è una stazione della ferrovia Roma-Civita Castellana-Viterbo.
Si trova a Civita Castellana, in provincia di Viterbo.
Dal 1º luglio 2022 è gestita da ASTRAL.

## Strutture e impianti
La stazione è composta da 5 binari: due passanti, serviti da una banchina centrale scoperta, e tre tronchi lato Viterbo, con banchina scoperta. È una delle più importanti stazioni della linea.
I fabbricati principali sono due, ma esistono altre costruzioni più piccole che ospitano servizi e locali tecnici.
A nord della stazione sorgono il deposito e il polo manutentivo della linea, dotato complessivamente di 7 binari di ricovero.

## Movimento
La stazione è servita dai treni regionali svolti da Cotral nell'ambito del contratto di servizio con la regione Lazio. Pur essendo passante, è strutturata anche per essere una stazione di testa per i treni provenienti da Viterbo. Dal 2016 nei giorni feriali non sono più effettuate corse dirette fra Roma e Viterbo, per cui la stazione è diventata punto di interscambio: vi effettuano capolinea tutti i treni provenienti da Roma, i quali effettuano coincidenza con i treni in partenza per Viterbo.